# Glyndon, Minnesota
Glyndon là một thành phố thuộc quận Clay, tiểu bang Minnesota, Hoa Kỳ. Năm 2010, dân số của thành phố này là 1394 người.

## Dân số
- Dân số năm 2000: 1049 người.
- Dân số năm 2010: 1394 người.